# سنديان أبيض
سنديان أبيض أو سنديان أمريكي (الاسم العلمي Quercus alba)، شجيرة كبيرة تعلو حتى 30 مترًا وأكثر، أمّا في المناطق الجبلية فإنها تتخذ شكلًا دغليًا منخفضًا. مهدها وسط وشرق أمريكا الشمالية حيث يستخدم خشبها الثقيل في صنع المراكب والأثاث والعوارض والبراميل وفي التدفئة. أوراقها مُعبلة، قاتمة اللون الأخضر اللامع على صفحتها العليا، زغبية الصفحة السفلى، تصطبغ باللون البنفسجي عند تمام الإبراق، ثم تنقلب إلى اللون الأحمر الشديد في الخريف، غالبًا ماتبقى على الشجرة طوال الشتاء. بلوطها مأكول. وهي من الأنواع المذكورة في مراجع النباتات الطبية.